# Teòdot II
Teòdot II, de vegades Teodosi (en grec medieval Θεόδοτος o Θεοδόσιος) va ser patriarca de Constantinoble de l'any 1151 al 1153.
Abans de ser patriarca era abat del Monestir de la Resurrecció a Constantinoble. Durant els dos anys que va ser al càrrec, sota l'emperador Manuel I Comnè, no es van produir successos significatius. Joan Cinnamos diu que Teodot practicava intensament l'ascetisme.